# 魯王墓
魯王墓位於金門縣太武山西麓小徑路旁，墓主為明太祖朱元璋第十子荒王朱檀的第九世孫魯王朱以海。

## 位置

### 出土前疑墓
原位於金門城東門外古崗湖西側，為清道光十六年（1836年）金門名士林樹梅按沈光文輓魯王詩序尋得。據報，福建興泉永巡道周凱定為魯王墓，林樹梅并為此寫下『修前明魯王墓即事』詩。中國抗日戰爭期間，并建有蔣中正題字的『民族英範』碑亭。一百年餘來衍誤傳說，至1959年（民國四十八年）偶然發現真塚、出土壙誌，方知舊墓為假墓。
1983年，經過考古後判斷所謂「舊墓」是宋神宗元豐時期一位命婦的墓，金門縣政府將其命名為「宋元豐命婦之墓」，並保留林樹梅魯王亭的原貌。

### 真墓出土
八二三炮戰期間，1959年5月240榴彈砲開炮，以六六一營第二連第二砲測試基準度，結果砲彈飛越廈門火車站，造成共方巨大傷亡，引起共軍恢復單日砲擊。國軍為避免240砲被摧毀，將第二連第二砲移往古崗，於是令工兵建築新的砲陣地。:140金門構工部隊於舊金城東炸山採石，意外在西紅土一巨石前挖得一三合土砌成的墓壙，長250公分，寬140公分，墓碑高120公分，露出地面20餘公分，碑面平滑未刻一文，後發現「皇明監國魯王壙誌」八字及全文石碑後交由中央研究院院長胡適博士研考，亦使魯王真塚重現人間。魯王墓的發現確定《明史》稱鄭成功將魯王沉入海中殺死並非事實。
當時為研究魯王墓，一度使建造地工程延宕下來，遷移第二砲的計畫暫停。使第二砲處於每單日挨打的窘境，直到第二年4月才完成遷砲。:140

### 現在位置
1959年冬，中華民國總統蔣中正巡視金門，親蒞魯王真塚現址視察，當即指示魯王骸骨遷葬太武山西麓小徑之南構築新墓，歷時3年完成，於1963年2月4日舉行安葬典禮，為小徑魯王新墓的由來。
至今每年農曆五月十五魯王生日，金門縣都會在魯王墓舉辦祭典。
2022年2月，金門縣文化局將金門城東段、魯王疑塚及周邊史蹟、文臺寶塔、金門城南門外「行人贊」碑碣、明邵朴庵墓道碑合併登錄為中華民國文化資產史蹟類-「明清金門城遺跡」。

## 形式

### 新墓
墓園靠山面海，可眺望大陸山河，依天然形勢成三級梯狀，首先牌坊再來黃蓋亭，亭中安置千斤鼎，最後看見石塊砌築的圓形新塚。

## 其它文物
魯王墓內出土的「買地券」磚契及「皇明監國魯王壙誌」連同寄存在國立歷史博物館。